# Texto masorético

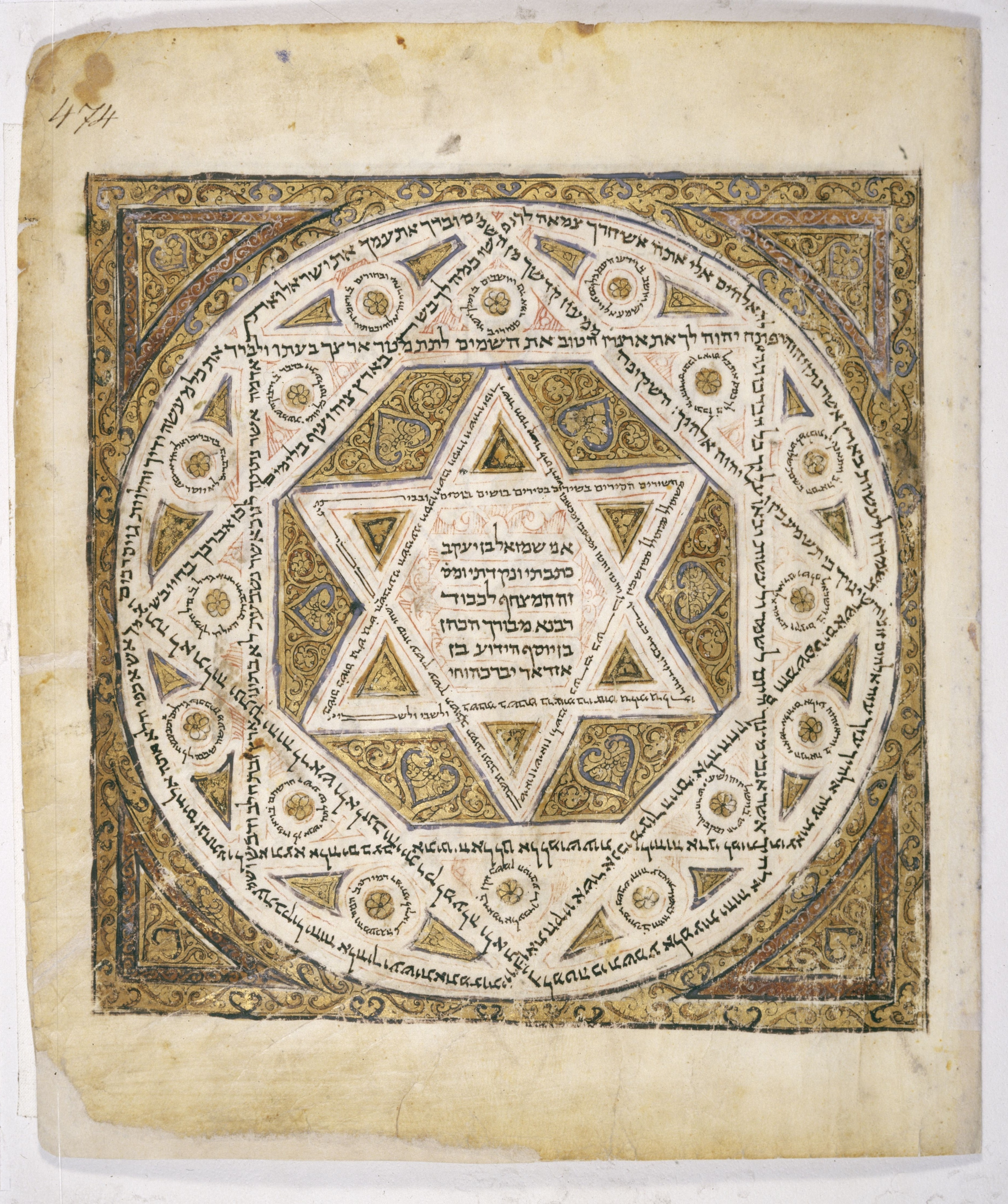
El Códice de Leningrado, fechado en el año 1008, es el texto masorético más antiguo que se conserva.

El texto masorético es la versión hebraica del Tanaj usada oficialmente entre los judíos. En el cristianismo se hizo popular en Occidente usar fuentes hebreas a partir de la época medieval tardía y se ha utilizado con frecuencia como base para las traducciones del Antiguo Testamento. Fue difundido por un grupo de hebreos conocido como masoretas entre los siglos VI y X. Contiene variantes, algunas significativas, respecto de la versión griega llamada Septuaginta o a la Hexapla (usada en la Vulgata como base por San Jerónimo). Dentro de las diferencias entre el texto masorético y las otras fuentes, son las evidencias textuales de la venida del Mesías en el Antiguo Testamento.
La palabra hebrea mesorah (מסורה) se refiere a la transmisión de una tradición. De hecho, en sentido amplio, se refiere a toda la cadena de la tradición hebrea. Pero en el ámbito del texto masorético, la palabra asume un significado específico, relacionado con notas marginales en los manuscritos (y más tarde impresos) del Tanaj en las que hay particularidades del texto, relacionadas sobre todo con la pronunciación exacta de la palabra.

## Etimología
El término hebreo masorah (tradición) aparece en diversas formas. Tiene su origen en el Libro de Ezequiel 20, 37 con el significado original de cadena. La inmutabilidad del texto era una característica propia, que lo “encadenaba” o lo “ligaba” al contexto. Cuando, en el curso del tiempo, la Masorah se volvió una disciplina tradicional, el término comenzó a significar “entregar” y asumió el significado de “tradición”.

## Lengua y forma
El lenguaje del texto masorético es en parte hebraico y en parte arameo. Las anotaciones masoréticas se han encontrado con diversas formas:
1. en trabajos diversos (por ejemplo, Oklah we-Oklah)
2. en la forma de notas escritas en los márgenes y al final de los códices. En algunos casos, las notas están escritas entre líneas. La primera palabra de cada libro bíblico también está, por lo general, rodeada de notas. Estas últimas se llaman masorah inicial; las notas en los márgenes a un lado o entre columnas son llamadas masorah pequeña o interna; las de los márgenes de abajo o arriba masorah grande o externa. El nombre gran masorah se aplica algunas veces a las notas lexicales que se colocan al final del Tanaj impreso, llamada masorah final.

La masorah pequeña consiste en breves notas con referencias a lecturas marginales, a estadísticas que indican el número de veces en que una forma particular se encuentra en las Escrituras, a una pronunciación precisa o errada y a letras escritas de manera anómala.
La masorah grande es más abundante en notas. La final comprende todas las rúbricas más largas para las que los espacios no podrían encontrarse en el margen y están puestas en orden alfabético en la forma de una concordancia. La cantidad de notas que contiene la masorah final está condicionada por el número de espacios vacíos en cada página. En los manuscritos esto varía también con el salario que se daba a quien copiaba.

## Origen
El Talmud y algunos manuscritos de los caraítas afirman que una copia de referencia del Tanaj se conservaba en el Templo de Jerusalén para ser usada por los copistas; existían además correctores pagados de los libros bíblicos entre los empleados del templo. Esta copia es mencionada también en la Carta a Aristeas núm. 30; en las afirmaciones de Filón (preámbulo de su análisis de la constitución política de los hebreos) y en Flavio Josefo, Contra Apionem I, 8.
Otra historia talmúdica, quizás en referencia a tiempos antiguos, cuenta que tres rollos de la Torá fueron encontrados en el Templo pero que eran distintos. La cuestión fue resuelta con una decisión por parte de una mayoría por una de las tres versiones.

### Masorah numérica
En la Antigüedad clásica, los escribas eran pagados por su trabajo según el número de textos copiados. Los libros del Tanaj, en prosa, se prestaban mal a ello, y los escribas comenzaron a contar las letras. A partir de este uso se desarrolló con el tiempo la masorah numérica, que cuenta y reagrupa los elementos del texto. La recolección de manuscritos y la importancia de sus diferencias ha dado material para la Masorah crítica. La relación estrecha que existía (desde los Soferim hasta los Amoraim) entre el maestro de la tradición y el masoreta -que muchas veces eran la misma persona- explica la masorah exegética. Finalmente, el desarrollo de un sistema gráfico de acentuación y vocalización ha dado pie al nacimiento de la masorah gramatical.

## Fijación del texto
La subdivisión en palabras, libros, secciones, parágrafos, versículos y capítulos (citados probablemente en orden cronológico); la definición de la ortografía, pronunciación y musicalidad; la introducción o la definitiva adopción de caracteres cuadrados y las cinco finales; algunos retoques textuales para protegerse contra la blasfemia; la enumeración de letras, palabras, versículos, etc. y la sustitución de algunas palabras en las lecturas públicas fueron las primeras realizaciones de los masoretas.
Como no se podía ni pensar en modificar el texto original del Tanaj, los primeros masoretas adoptaron algunos subterfugios: marcaban las divisiones con espacios y hacían referencia a enseñanzas haláquicas o hagádicas, con modificaciones de las formas de las letras, puntos y otros signos. De todos modos, comparado con los Manuscritos del Mar Muerto, conservaron muchísima fidelidad tanto en frases, palabras, letras, puntos y otros signos en el Pentatecuco, en especial Génesis y Levítico. Las glosas estaban permitidas solo en las copias privadas y se pueden atestiguar desde el rabí Meir (años 100 a 150).

### Tikkune Soferim
Las primeras fuentes rabínicas, que son de alrededor del año 200, mencionan muchos pasajes de las Escrituras en los que se concluye inevitablemente que la antigua lectura debía ser diversa de la del texto actual. La explicación de este fenómeno está dada en la expresión las Escrituras han usado un lenguaje eufemístico, por ejemplo, para evitar los términos antropomorfismo y antropopatismo.
El rabí Simon Ben Pazzi (del siglo III) llama a estas lecturas correcciones de los escribas, aceptando la hipótesis de que los escribas en verdad han hecho cambios. Esta visión fue adoptada por los Midrash sucesivos y por la mayoría de los masoretas. En las obras masoréticas, estos cambios se atribuyen a:
- a Esdras y Nehemias;
- a Esdras y al Soferim; o
- a Esdras, Nehemias, Zacarías, Hageo, y Baruch.

Todas estas atribuciones significan una sola cosa: que los cambios han sido realizados por hombres de la Gran Sinagoga.
El término tikkun Soferim ha sido interpretado por diversos estudiosos de muchas maneras. Algunos lo consideran una corrección del lenguaje bíblico autorizada por los Soferim con fines homiléticos. Otros que indica un cambio de mentalidad de los escritores o de los redactores originales de las Escrituras que, por ejemplo, habrían evitado poner en papel conceptos que, según las expectativas de algunos lectores, podrían haberse expresado.
Hay fenómenos en el texto bíblico que obligan a suponer que al mismo tiempo se hicieron correcciones textuales. Estas correcciones pueden ser clasificadas bajo las siguientes categorías:
- Supresión de expresiones inoportunas usadas al dirigirse a Dios; por ejemplo, la sustitución de maldecir por bendecir en algunos pasajes.
- Conservación del tetragrama: por ejemplo, la sustitución de Elohim por YHWH en algunos pasajes.
- Evitar el uso de nombres de dioses falsos para referirse a YHWH; por ejemplo, el cambio del nombre Ishbaal a Ishbosheth.
- Conservación de la unidad de culto divino en Jerusalén.

### Mikra e ittur
Entre los primeros términos técnicos usados en relación con las actividades de los escribas están los mikra soferim e ittur soferim. En las escuelas geónicas, el primer término se usaba para indicar algunos cambios de vocal que se realizaron en algunas palabras; el segundo, la cancelación en algunos pasajes del subjuntivo vav donde algunos lo habían leído erróneamente. La objeción a tal explicación es que los primeros cambios pertenecen más bien a la categoría general de los expedientes para fijar la pronunciación, mientras que los segundos en la de Qeri y Ketiv. Se han dado muchas explicaciones en relación con esto, sea por parte de estudiosos antiguos como de modernos, sin llegar a ofrecer una solución satisfactoria.

### Letras suprimidas y palabras bosquejadas
Hay cuatro palabras que tienen una letra suspendida sobre la línea. Una de ellas (cf. Jc 18, 30) se debe a una corrección del original por respeto en relación con Moisés. El origen de los otros tres (Salmos 80, 14; Job 38, 13 y 15) es dudoso. Según algunos, se debe a letras mayúsculas erradas; según otros, son insertos sucesivos de consonantes débiles omitidas antes.
En quince pasajes del Tanaj algunas palabras están estigmatizadas. El significado de los puntos es también discutido. Según algunos [¿quién?] son signos de borrado, otros creen [¿quién?] que indican que en algunos manuscritos coleccionados las palabras estigmatizadas faltan, por lo que la lectura es dudosa; otros sostienen [¿quién?] que se trata solo de un expediente mnemónico para señalar explicaciones homiléticas que los antiguos habían relacionado con esas palabras; finalmente, algunos afirman [¿quién?] que los puntos tenían el objetivo de impedir la omisión por parte de los copistas de elementos textuales que, a primera vista o tras una comparación con pasajes paralelos, parecían superfluos. En el lugar de los puntos algunos manuscritos muestran barras verticales u horizontales. Las primeras dos explicaciones resultan inaceptables porque las lecturas tan defectuosas se podrían reconducir a Qeri y Ketiv, cosa que, en caso de duda, la mayoría de los manuscritos podría decidir. Las últimas dos teorías tienen la misma probabilidad.
Por ejemplo, la letra vav de la palabra "Shalom" en Bamidbar (Números) capítulo 25 versículo 12, está incompleta, pero el Lector del Rollo de Torah debe de "verla completa". Según la tradición masoreta, la violencia de la acción de Pinjas hizo que su bendición fuera solamente parcial a través de la vav rota, lo que muestra que la verdadera paz no puede lograrse mediante la violencia y que los dos conceptos son incompatibles. Cuando el lector de la Torah imagina la vav completa, corrige el episodio de Pinjas y completa la bendición.